# Centrum Kultury Żydowskiej

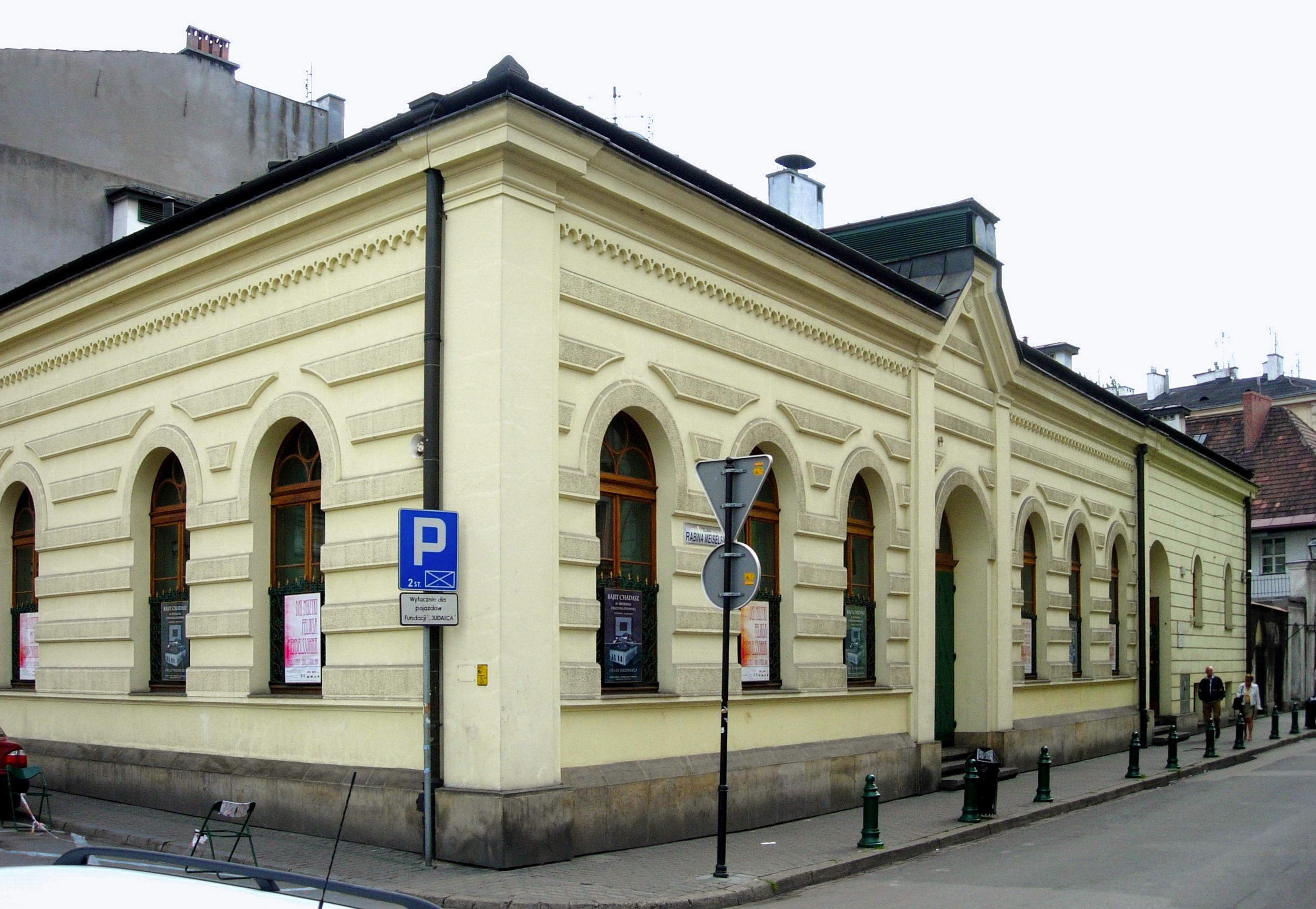
Siedziba centrum

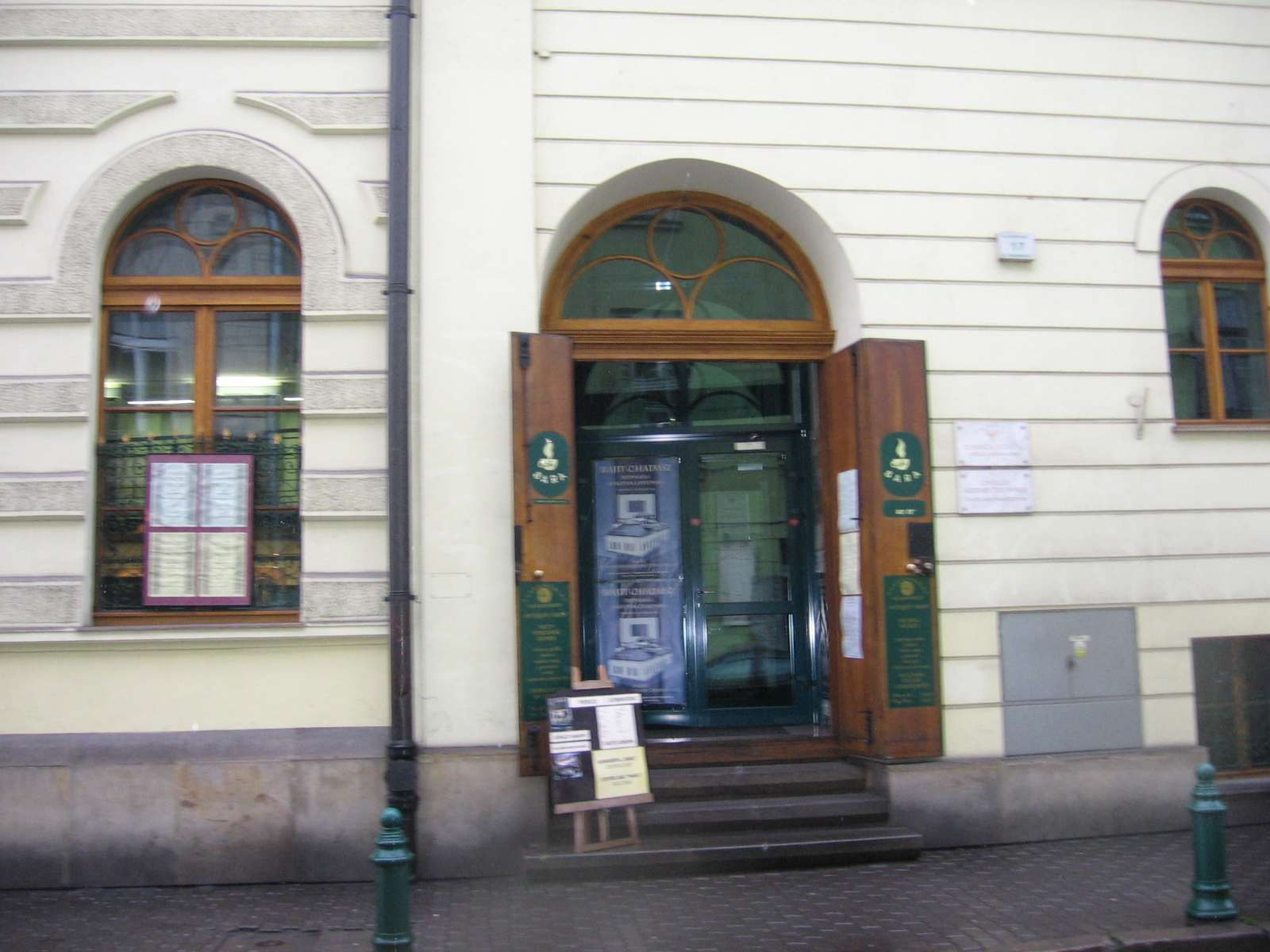
Wejście do centrum

Centrum Kultury Żydowskiej – działająca pod auspicjami Fundacji Judaica placówka kulturalna propagująca kulturę żydowską. Centrum zostało otwarte 24 listopada 1993 roku w wyremontowanym i znacznie zmodernizowanym budynku synagogi Bne Emuna w Krakowie, przy ulicy Dow Baera Meiselsa 17.
Centrum zajmuje się głównie rozpowszechnianiem wiedzy o historii i kulturze Żydów polskich oraz zachowaniem pamięci o ich wielowiekowej obecności na krakowskim Kazimierzu oraz w Polsce. Centrum organizuje rocznie wiele wystaw, wykładów, koncertów, spotkań autorskich, promocji książek, pokazów filmów, konferencji i seminariów.
Ponadto na terenie centrum znajduje się kawiarnia, galeria sztuki, antykwariat z licznymi judaicami, starodrukami hebrajskimi czy pocztówkami.